# KPGA 군산CC 오픈
KPGA 군산CC 오픈(KPGA Gunsan CC Open)은 대한민국 전북특별자치도 군산시에서 열리는 프로 골프 대회로, 2011년에 창설되었다.